# Lijst van nationale parken in Roemenië
Dit is een lijst van nationale parken in Roemenië.
In totaal zijn er 13 nationale parken met een totale oppervlakte van 3223 km². De nationale parken mogen niet verward worden met de Roemeense natuurparken, waarin de natuur minder streng beschermd wordt.
| Naam                     | Ligging (district)                        | oppervlakte (km2) | opgericht in | uitgeroepen in | foto | website                   |
| ------------------------ | ----------------------------------------- | ----------------- | ------------ | -------------- | ---- | ------------------------- |
| Buila-Vânturarița        | Vâlcea                                    | 41,86             | 2005         | 2005           |      | buila.ro                  |
| Călimani                 | Mureș, Suceava, Harghita, Bistrița-Năsăud | 240,41            | 1975         | 2000           |      | calimani.ro               |
| Ceahlău                  | Neamț                                     | 77,43             | 1995         | 2000           |      | ceahlaupark.ro            |
| Cheile Bicazului-Hășmaș  | Hargita, Neamț                            | 65,75             | 1990         | 2000           |      | cheilebicazului-hasmas.ro |
| Cheile Nerei-Beușnița    | Caraș-Severin                             | 367,58            | 1990         | 2000           |      | cheilenereibeusnita.ro    |
| Cozia                    | Vâlcea                                    | 171,00            | 1966         | 2000           |      | cozia.ro                  |
| Domogled-Valea Cernei    | Caraș-Severin, Mehedinți, Gorj            | 612,11            | 1982         | 2000           |      | domogled-cerna.ro         |
| Defileul Jiului          | Gorj, Hunedoara                           | 111,27            | 2005         | 2005           |      | defileuljiului.ro         |
| Munţii Măcinului (Măcin) | Tulcea                                    | 111,53            | 2000         | 2000           |      | parcmacin.ro              |
| Munții Rodnei (Rodna)    | Bistrița-Năsăud, Maramureș                | 471,77            | 1990         | 2000           |      | parcrodna.ro              |
| Piatra Craiului          | Argeș, Brașov                             | 147,73            | 1938         | 2000           |      | pcrai.ro                  |
| Retezat                  | Hunedoara                                 | 380,47            | 1935         | 2000           |      | retezat.ro                |
| Semenic-Cheile Carașului | Caraș-Severin                             | 366,64            | 1982         | 2000           |      | pnscc.ro                  |